# Steve Brown (Dartspieler, 1962)
Steve Brown (* 15. Juli 1962 in Carshalton, Surrey, England) ist ein ehemaliger US-amerikanischer Dartspieler, der in der Anfangszeit der Professional Darts Corporation (PDC) in den 1990er-Jahren Bekanntheit erlangte.

## Karriere

### Anfänge in der WDF und Wechsel zur WDC
Brown begann bereits im Alter von 13 Jahren in seiner örtlichen Kneipe Darts zu spielen. Im September 1978 gab er sein Debüt für die zweite Mannschaft des Countys Surrey, spielte hierbei in der British Inter-Counties League. Nach drei mäßig erfolgreichen Jahren wechselte Brown zur Mannschaft von London und spielte dort in den Jahren 1981 und 1983 für die erste Mannschaft. 1989 wurde ihm die Ehre zuteil als Kapitän der Mannschaft zu fungieren. Er trat damit in die Fußstapfen namhafter Spieler wie Eric Bristow, Cliff Lazarenko und Clive Pearce.
Sein erstes internationales Ranglistenturnier spielte Brown dann 1988, wobei er Siege bei den Dutch Open und den North American Open einfuhr. Letzteren Titel verteidigte er gar im Folgejahr. Ein weiteres gutes Jahr spielte Brown 1991, als er die Swiss Open und das Darts America gewann und das Finale der French Open, Malta Open und German Open erreichte. Zudem kam er bei den Belgium Open ins Halbfinale und bei den Dutch Open ins Viertelfinale. Trotz dieser Erfolge trat er nie bei der BDO-Weltmeisterschaft an. Als die World Darts Council (WDC), heute bekannt als PDC, gegründet wurde und es schließlich zur Austragung einer eigenen Weltmeisterschaft kam, wurde das Teilnehmerfeld um einige US-amerikanische Spieler ergänzt. So sollte die Internationalität des Wettbewerbs gewährleistet werden. Brown war einer dieser Spieler.

### Weltmeisterschaft und World Matchplay
Brown konnte direkt bei seiner ersten Weltmeisterschaftsteilnahme 1994 für Aufsehen sorgen, als er den dritten Platz erreichte. Dabei bezwang er Kevin Spiolek, Keith Deller und Alan Warriner auf dem Weg ins Halbfinale, wobei er dieses mit 0:5 gegen Phil Taylor verlor. Es gelang ihm dann Peter Evison klar mit 5:1 im Spiel um Platz 3 zu besiegen. Dieses wird mittlerweile bei der PDC-Weltmeisterschaft nicht mehr ausgetragen. Brown erreichte wenig später auch das Halbfinale des WDC Greene King U.K. Masters in Bury St. Edmunds.
In der Folge nahm Brown an jeder Auflage der PDC World Championship zwischen 1994 und 2004 teil, konnte seinen frühen Erfolg jedoch nie wiederholen. Als bestes Ergebnis konnte er 1999 und 2000 ein Achtelfinale erreichen. Sein bester Auftritt beim World Matchplay war der Viertelfinaleinzug 2000. Dort unterlag er Ronnie Baxter jedoch deutlich.

### Turniere in Nordamerika
Brown konnte außerdem Erfolge in Nordamerika verzeichnen, nachdem er 1992 im Alter von 17 Jahren hierher gezogen war. So erreichte er einige Finale, darunter das Calgary Golden Harvest 1998 (Niederlage gegen Rod Harrington), die Cleveland Darts Extravaganza 1999 (Niederlage gegen Alan Warriner), die Blueberry Hill Open 2001 (Niederlage gegen John Part), und das U.S.A. Darts Classic 2006 (Niederlage gegen David Marienthal). Zudem gewann er die Windy City Open 2004 und erreichte das Finale 2005. Bei den Houston Open 2009 fuhr er einen weiteren Titel ein. Brown gehört damit zu einem elitären Kreis an Spielern, die internationale Ranglistenturniere in drei Dekaden gewinnen konnten. Zudem war er der erste Spieler, der alle drei Titel der ADO National Championships gleichzeitig innehatte.
Er ist außerdem der einzige US-Amerikaner der sowohl in die US National Darts Hall of Fame, als auch in die Golden Harvest International Darts Hall of Fame aufgenommen wurde.

### Karriereausklang
Brown scheiterte kontrovers an der Qualifikation zur BDO-Weltmeisterschaft 2008. Er kam bis in das Halbfinale des Qualifikationsturniers in Bridlington, verlor hierbei nur gegen Michael Rosenauer. Dieser schlug anschließend den Schweden Kenneth Hogwall und qualifizierte sich. Jedoch qualifizierte sich Rosenauer ebenfalls für die PDC-Weltmeisterschaft und entschied stattdessen bei dieser anzutreten. Dies irritierte einige Spieler die am Qualifikationsturnier teilgenommen hatten, vor allem diejenigen, die Rosenauer aus dem Turnier genommen hatte.
Nach einem auch anderweitig enttäuschenden Jahr 2008, konnte Brown 2009 wieder bessere Leistungen zeigen. Zusätzlich zu seiner Positionierung an Platz eins der ADO-Rangliste war er Teil des US-amerikanischen Teams beim WDF World Cup, die in Charlotte, North Carolina abgehalten wurden. Erstmals war Brown bei diesem Turnier nach 1999 in Südafrika und 2001 in Malaysia. Er kam der Qualifikation für die BDO-Weltmeisterschaft über den BDO Invitational Table nahe. Er wäre der erste US-Amerikaner gewesen, dem dies gelungen wäre.
Brown trat bei den World Masters 2010 an und verlor dort gegen den Schotten John Henderson und spielte sich erneut beim Qualifikationsturnier für die BDO-Weltmeisterschaft weit nach vorn, verlor jedoch das entscheidende Spiel gegen Jan Dekker. Zum vierten Mal schloss Brown die Saison 2010 als bestplatzierter US-Amerikaner in der ADO-Rangliste ab. 2012 war er gezwungen einige große Turniere in den Vereinigten Staaten auszulassen, erreichte aber dennoch den elften Platz in der Rangliste. Seit 1993 war Brown nie außerhalb der Top 12 der ADO-Rangliste zu finden – eine Serie von 20 Jahren Dauer. 2012 gewann er außerdem das Herreneinzel der Blueberry Hill Open zum sechsten Mal, was einen Rekord darstellte.
Nach einer Niederlage in der 2. Runde des World Masters 2013 gegen den Schweizer Thomas Junghans wurde es ruhig um Brown. Er tritt seitdem bei keinen größeren Turnieren an.

## Leben
Steve Brown lebt in Loveland, Ohio mit seiner Ehefrau Missy. Zuvor lebte er bereits in St. Louis, Missouri und Cahokia, Illinois. Er interessiert sich für Speedway und Fußball – er unterstützt den AFC Wimbledon – und angelt gern. Weitere Hobbys sind Kochen und klassische Musik. Zudem war er beim Musiksender Area 6 als Redakteur tätig.
Steves Vater Ken war ebenfalls ein guter Dartspieler in den 1970er-Jahren.

## Weltmeisterschaftsresultate

### PDC
- 1994: 3. Platz (0:5-Niederlage gegen  Phil Taylor und 5:1-Sieg gegen  Peter Evison) (Sätze)
- 1995: Gruppenphase (3:0-Sieg gegen  Jim Watkins, aber 1:3-Niederlage gegen  Jamie Harvey)
- 1996: Gruppenphase (3:2-Sieg gegen  Graeme Stoddart, aber 0:3-Niederlage gegen  Alan Warriner-Little)
- 1997: Gruppenphase (3:2-Sieg gegen  Ritchie Gardner, aber 0:3-Niederlage gegen  Dennis Priestley)
- 1998: Gruppenphase (3:2-Sieg gegen  Harry Robinson, aber 1:3-Niederlage gegen  Alan Warriner-Little)
- 1999: Achtelfinale (0:3-NIederlage gegen  Cliff Lazarenko)
- 2000: Achtelfinale (1:3-Niederlage gegen  Peter Manley)
- 2001: 1. Runde (2:3-Niederlage gegen  Richie Burnett)
- 2002: 1. Runde (1:4-Niederlage gegen  Peter Manley)
- 2003: 2. Runde (0:4-Niederlage gegen  Phil Taylor)
- 2004: 2. Runde (0:3-Niederlage gegen  Ritchie Buckle)

## Erfolge

### WDF
- Antwerp Open Sieger: 1988, 1989
- Dutch Open Sieger: 1988
- Dutch Open – Sieger des Doppelwettbewerbs: 1990
- Malta Open – Sieger des Doppelwettbewerbs: 1989, 1990, 1991
- Houston Open Sieger: 1989, 2009
- Houston Open – Sieger des Doppelwettbewerbs: 2008
- Swiss Open Sieger: 1990, 1991
- Swiss Open – Sieger des Doppelwettbewerbs: 1991
- Music City Classic Sieger: 1991
- Windy City Open Sieger: 1991, 2002, 2004
- Windy City Open – Sieger des Doppelwettbewerbs: 1990
- Shoot of the Moon Sieger: 1993
- North American Open – Sieger des Doppelwettbewerbs: 1994
- Colorado Open Sieger: 2001
- Las Vegas Open Sieger: 2001
- Virginia Beach Classic Sieger: 2004
- Missouri St. Patrick’s Open Sieger 2007, 2010, 2012
- Charlotte Open – Sieger des Doppelwettbewerbs: 2009

### Nordamerikanische Ranglistenturniere
- International Champion of Challenge: 1989
- Darts America Sieger: 1991, 1992
- Darts America – Sieger des Doppelwettbewerbs: 1990, 1992
- Australian Grand Masters – Sieger des Doppelwettbewerbs: 1999
- USA Classic – Sieger des Doppelwettbewerbs: 2003, 2009
- Virginia Beach Classic – Sieger des Doppelwettbewerbs: 2009
- Dallas International Classic – Sieger des Doppelwettbewerbs: 2009

### Sonstige Turniersiege
- Thames TV Cockney Classic Sieger: 1986, 1987
- BDO Mayday Festival Sieger: 1986, 1987
- BDO Easter Gala – Sieger des Doppelwettbewerbs: 1986
- Turnhout Open Sieger: 1987
- Van de Ven Open Sieger: 1987
- Winmau Dutch Master: 1989
- Flanders Open Sieger: 1989
- Rotterdam Open Sieger: 1989
- NDAGB UK – Sieger des Doppelwettbewerbs: 1989
- Harskamp Open Sieger: 1990
- Venlo Open Sieger: 1990
- Dongen Open Sieger: 1991
- Limmen Open Sieger: 1991
- Malta Champion of Champions: 1991
- St. Pat’s Cricket Singles Sieger: 1994, 1995, 1996, 1997, 1998, 1999, 2000, 2001, 2002, 2003, 2004, 2005, 2008, 2010, 2013
- BlueBerry Hill Open Sieger: 2012

### Weitere Errungenschaften
- Aufnahme in die National Darts Hall of Fame: 1997
- Nummer 1 der ADO-Rangliste (USA): 1998, 1999, 2009, 2010
- ADO National 501 Champion: 1998
- ADO National Cricket Champion: 1999
- Aufnahme in die Golden Harvest Hall of Fame: 2004